# Robin Cousins
Pour les articles homonymes, voir Cousins (homonymie).
Cet article possède un paronyme, voir Robin Cousin.
Robin Cousins, né le 17 août 1957 à Bristol en Angleterre, est un patineur artistique britannique. Quadruple champion de Grande-Bretagne, il devient champion olympique en 1980.

## Biographie

### Carrière sportive
Robin Cousins a remporté son premier titre national à l'âge de douze ans chez les novices, puis champion national junior à quatorze ans où il fait ses débuts internationaux. Quelques années plus tard, il remporte quatre titres seniors de champion de Grande-Bretagne.
Sur le plan international, Robin Cousins a obtenu sa première médaille (le bronze) aux championnats d'Europe de 1977 à Helsinki. Au cours de sa carrière amateur, il gagnera huit médailles internationales dont l'or aux championnats d'Europe de 1980 à Göteborg et le titre olympique aux Jeux de 1980 à Lake Placid.
Les championnats du monde de 1980 à Dortmund sont sa dernière compétition chez les amateurs. Comme son compatriote John Curry quatre ans auparavant, il est élu sportif de l'année (BBC Sports Personality of the Year) par la BBC en 1980.

### Reconversion
Ayant quitté le monde du patinage amateur, Robin Cousins décide de poursuivre une carrière sportive chez les professionnels. Il joue dans des spectacles sur glace comme Holiday on Ice ou Ice Capades. Il fonde également en 1983 sa propre compagnie de patinage sur glace et fait le tour du monde avec les spectacles Electric Ice et Ice Majesty.
Il est également un habitué des championnats du monde professionnels puisqu'il y participe neuf fois entre 1980 et 1992. Il remporte le titre de champion du monde professionnel à trois reprises en 1980, 1985 et 1987. En 1989, il a été nommé à la tête de l'équipe d'entraîneurs au Ice Castle International, un nouveau centre de formation dans les montagnes de San Bernardino en Californie du Sud. Sa carrière professionnelle s'est terminé en 2000 en raison de problèmes au genou et au dos.
Il a ensuite réussi sa reconversion sur la scène dans des comédies musicales. Il a joué le prince dans Cendrillon, écrite pour la télévision par Richard Rodgers et Oscar Hammerstein II ; Munkustrap dans Cats ; ou Frank N Furter dans The Rocky Horror Show au West End Theatre. Il a aussi produit, mis en scène, chorégraphié et joué dans de nombreux spectacles sur glace pour la télévision.
Depuis plusieurs années, Robin Cousins est commentateur pour la BBC Sport pour les grandes compétitions de patinage artistique.
En 2005, il a été intronisé au Temple de la renommée du patinage artistique mondial (World Figure Skating Hall of Fame). Le Royaume-Uni l'a aussi honoré pour ses remarquables réalisations artistiques avec le titre de Membre de l'Empire britannique (Member of the British Empire).

## Palmarès
| Compétitions principales        | 1973    | 1974    | 1975    | 1976    | 1977    | 1978    | 1979    | 1980    |  |  |  |  |  |  |
| Jeux olympiques d'hiver         |         |         |         | 10e     |         |         |         | 1er     |  |  |  |  |  |  |
| Championnats du monde           |         |         | 10e     | 9e      | A       | 3e      | 2e      | 2e      |  |  |  |  |  |  |
| Championnats d’Europe           | 15e     | 11e     | 11e     | 6e      | 3e      | 3e      | 3e      | 1er     |  |  |  |  |  |  |
| Championnats de Grande-Bretagne | 3e      | 2e      | 2e      | 2e      | 1er     | 1er     | 1er     | 1er     |  |  |  |  |  |  |
|                                 |         |         |         |         |         |         |         |         |  |  |  |  |  |  |
| Autres Compétitions             | 1972/73 | 1973/74 | 1974/75 | 1975/76 | 1976/77 | 1977/78 | 1978/79 | 1979/80 |  |  |  |  |  |  |
| Skate Canada                    |         | 10e     | 6e      |         | 2e      | 1er     |         |         |  |  |  |  |  |  |
| Trophée NHK                     |         |         |         |         |         |         |         | 1er     |  |  |  |  |  |  |
| Légende : A = Abandon           |         |         |         |         |         |         |         |         |  |  |  |  |  |  |